# Ausdehnungsthermometer
Ausdehnungsthermometer sind spezielle Thermometer, mit denen man die Temperatur durch Messen der unterschiedlichen Längen- oder Volumenänderung zweier Körper infolge einer Temperaturänderung bestimmt. Typische Beispiele für ein Ausdehnungsthermometer zeigt das Bild.

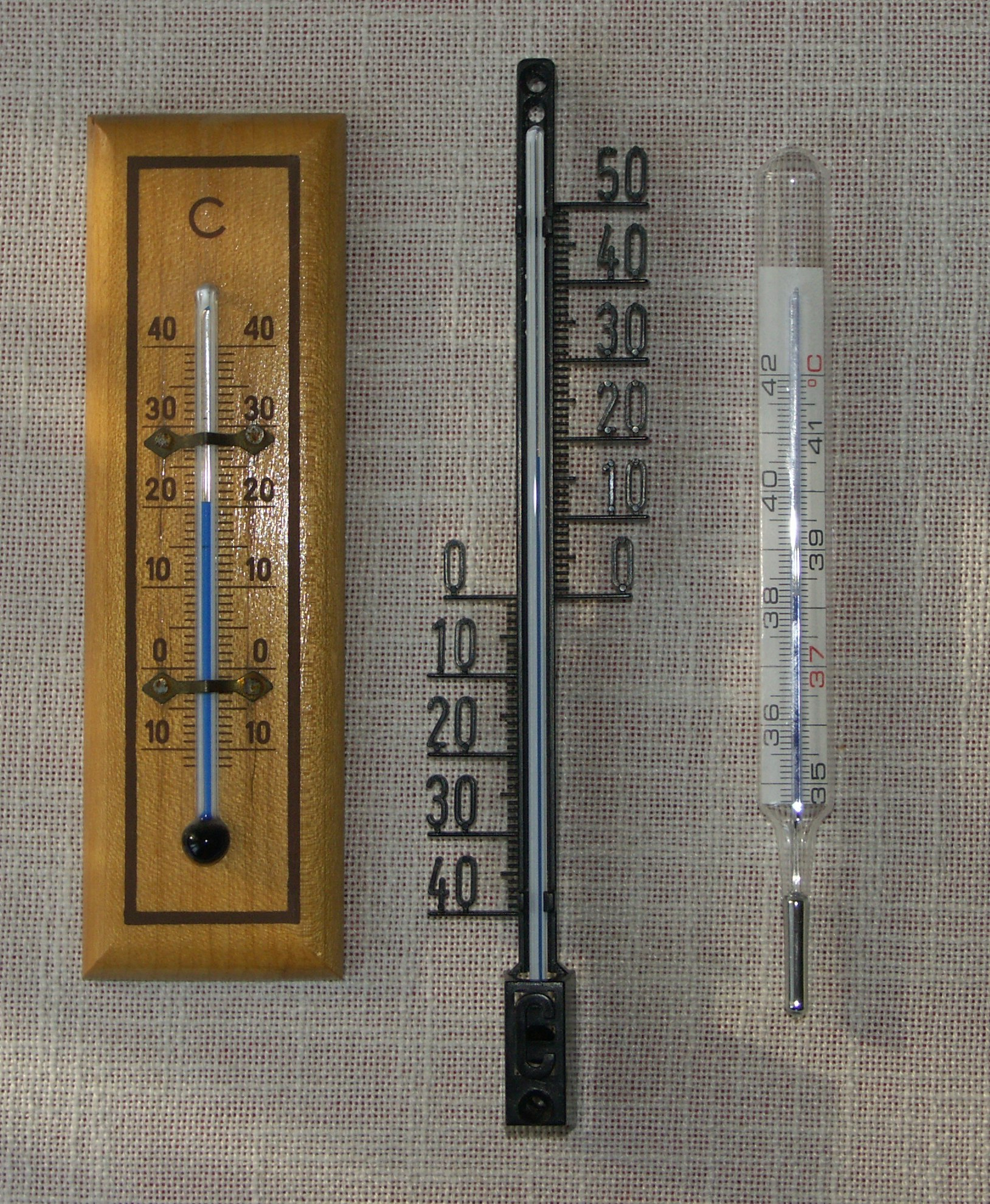
Links ein Thermometer aus dem Wohnbereich. Mitte Außenthermometer. Rechts Fieberthermometer.

Man kann  Ausdehnungsthermometer je nach Aggregatzustand unterteilen in
- Flüssigkeitsthermometer
- Gasthermometer
- Festkörperthermometer

Das Messprinzip dieser Thermometer beruht auf dem Unterschied der thermischen Ausdehnung verschiedener Materialien.
Die Grenzen werden durch die jeweiligen Eigenschaften der Materialien gesetzt, zum Beispiel die Siede- und die Erstarrungstemperatur bei Flüssigkeitsthermometern. Messabweichungen können zum Beispiel durch thermische Nachwirkung des Glasröhrchens sowie nicht gleichmäßige Ausdehnungen der Flüssigkeit und des umhüllenden Glasgefäßes über den gesamten Temperaturbereich verursacht werden.
Flüssigkeitsthermometer bestehen aus einem kleinen Glas-Kolben zur Aufnahme der Thermometerflüssigkeit mit angeschmolzener kalibrierter Glaskapillare vor einer Skale. Proportional zur Temperaturänderung verändern sich das Volumen der Flüssigkeit und des Glasgefäßes unterschiedlich, wodurch der Stand in der Kapillare mit zunehmender Temperatur steigt.
Anhand des Standes und der Skalenbeschriftung lässt sich die Temperatur ablesen. Je nach Messbereich verwendet man verschiedene Flüssigkeiten, z. B. Ethanol (−120 °C bis 60 °C), Toluol (−90 °C bis 110 °C) oder n-Pentan (−200 °C bis 35 °C) und früher sehr häufig auch Quecksilber (−35 °C  bis 357 °C), das heute aber fast nur noch im wissenschaftlichen Bereich anzutreffen ist, weil es wegen seiner Eigenschaft, Glas nicht zu benetzen, immer noch bevorzugt wird. Die ersten brauchbaren Quecksilberthermometer wurden von Daniel G. Fahrenheit gebaut. Als ungiftiger Ersatz für Quecksilber hat sich auch eine Legierung aus Gallium, Indium und Zinn (Galinstan) etablieren können.
Eine besondere Form des Flüssigkeitsthermometers ist das Minimum-Maximum-Thermometer. Es besteht aus einer u-förmigen Glaskapillare mit einem geschlossenen Ende und einem offenen Ende. Die Volumenzunahme oder Volumenabnahme einer spezifisch leichten Flüssigkeit bewegt einen Quecksilberfaden auf dem magnetisch fixierbare Stahlnadeln schwimmen, deren letzter Stand die erreichte Minimaltemperatur oder Maximaltemperatur anzeigen. (exaktere Beschreibung im Hauptartikel Minimum-Maximum-Thermometer) 
Flüssigkeits-Feder-Thermometer bestehen aus einem Gefäß, an das über ein Kapillarrohr ein Manometer angekoppelt ist. Das Gefäß ist mit einer Flüssigkeit gefüllt; verwendet werden Quecksilber, Xylol, Toluol oder andere. Bei einer Temperaturänderung steigt oder sinkt der Druck im System, was durch das Manometer angezeigt wird. Der Einsatzbereich dieser Thermometer liegt bei −60 °C bis 500 °C.
Gas-Feder-Thermometer (oder Gasthermometer) sind aufgebaut wie Flüssigkeits-Feder-Thermometer. Statt mit einer Flüssigkeit sind sie mit einem Gas gefüllt (Stickstoff oder Helium bei ungefähr 50 Bar). Der Einsatzbereich dieser Thermometer liegt bei −200 °C bis 800 °C.
Festkörperthermometer sind zum Beispiel Bimetallstreifenthermometer, bei denen zwei Streifen unterschiedlicher Metalle aufeinander befestigt werden. Durch ihre unterschiedlichen Ausdehnungskoeffizienten dehnen sie sich bei Temperaturveränderung in verschiedener Art aus. Dadurch verbiegt sich der Bimetallstreifen. Dies wird als Thermoschalter zum Beispiel im Bügeleisen ausgenutzt.